# Barrel racing

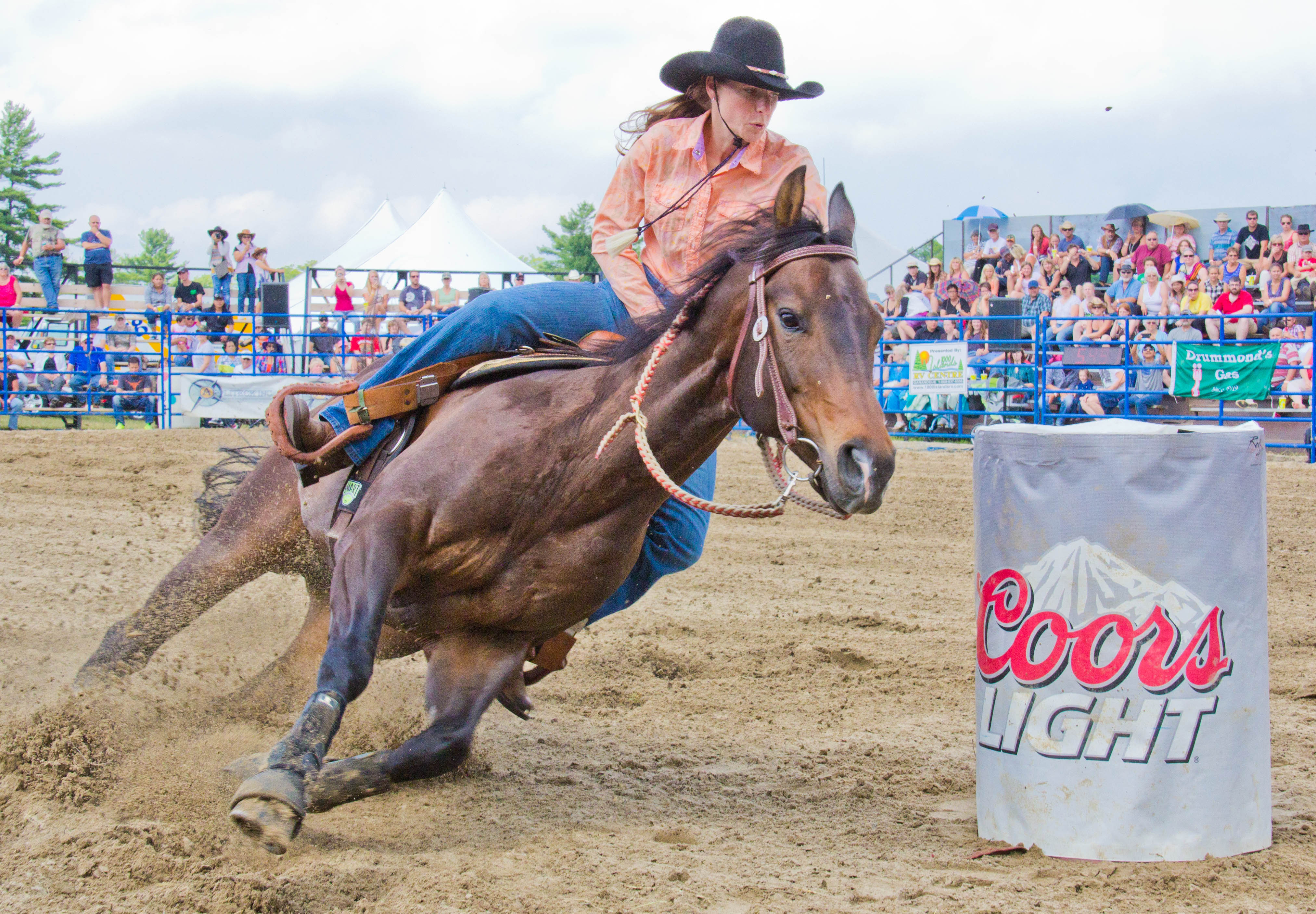
Barrel racing

Barrel racing (americký výraz, čte se barelrejsing) je druh westernové soutěže rychlosti a obratnosti, bývá pravidelnou součástí jezdeckých her. 
Závodí se kolem barelů postavených do trojúhelníku. Základna trojúhelníku měří 27 m a odvěsny jsou 32 m. Linie start–cíl má být 20 m od základny trojúhelníku. 
Kůň musí provést kolem každého sudu obrat o více než 180°. Když dělá první obrat na levou ruku, musí druhý a třetí udělat na pravou a opačně. Start je letmý.
Mistrovství v barrel racingu se konají i v Česku a na Slovensku.